# Turban
Un turban (din persană دولبند‌, dulband; via Franceză medie turbant) este un tip de coifură bazat pe înfășurarea pânzei. Prezentând numeroase variante, este purtat ca îmbrăcăminte obișnuită de către oameni din diverse culturi. Comunitățile cu tradiții proeminente de purtare a turbanului pot fi găsite în subcontinentul indian, Asia de Sud-Est, Peninsula Arabică, Orientul Mijlociu, Asia Centrală, Africa de Nord și Cornul Africii.
Un keski este un tip de turban - o bucată lungă de pânză de aproximativ jumătate din lungimea unui "turban unic" tradițional, dar nu este tăiată și cusută pentru a realiza un „Turban Dublu” (sau Patti Dublu).
Purtarea turbanelor este comună în rândul sikhilor, inclusiv femeilor. Coifura servește, de asemenea, ca o respectare religioasă, inclusiv în rândul islamului șiit, care consideră purtarea turbanului ca Sunnah Mu'akkadah (tradiție confirmată).
Turbanul este, de asemenea, coifura tradițională a savanților sufici. În plus, turbanul a fost adesea purtat de nobilime, indiferent de mediul religios. De asemenea, sunt purtate uneori de femei pentru a proteja părul sau ca eșarfă de cap în urma tratamentelor împotriva cancerului.

## Istorie
Originile turbanelor sunt incerte. Unele civilizații antice, cum ar fi cele din India Antică, Mesopotamia, Sumeria și Babilonian au folosit în mod evident turbane. Un stil de turban numit phakeolis a continuat să fie purtat în acea regiune de soldații armatei bizantine în perioada 400–600, precum și de civili bizantini, așa cum este descris în fresce grecești din secolul al X-lea în provincia Cappadocia în Turcia modernă, unde era încă purtată de descendenții lor vorbitori de grecă la începutul secolului XX Profetul islamic, Muhammad, care a trăit 570-3232, se crede că a purtat un turban în alb, cea mai sfântă culoare. Astăzi, clericii șiia poartă turbane albe decât dacă sunt descendenți ai profetului Muhammad sau Sayyid, caz în care poartă turban negru. Mulți bărbați musulmani aleg să poarte verde, deoarece reprezintă paradisul, în special printre adepții sufismului. În unele părți din Africa de Nord, unde albastrul este obișnuit, culoarea unui turban poate semnifica tribul purtătorului.

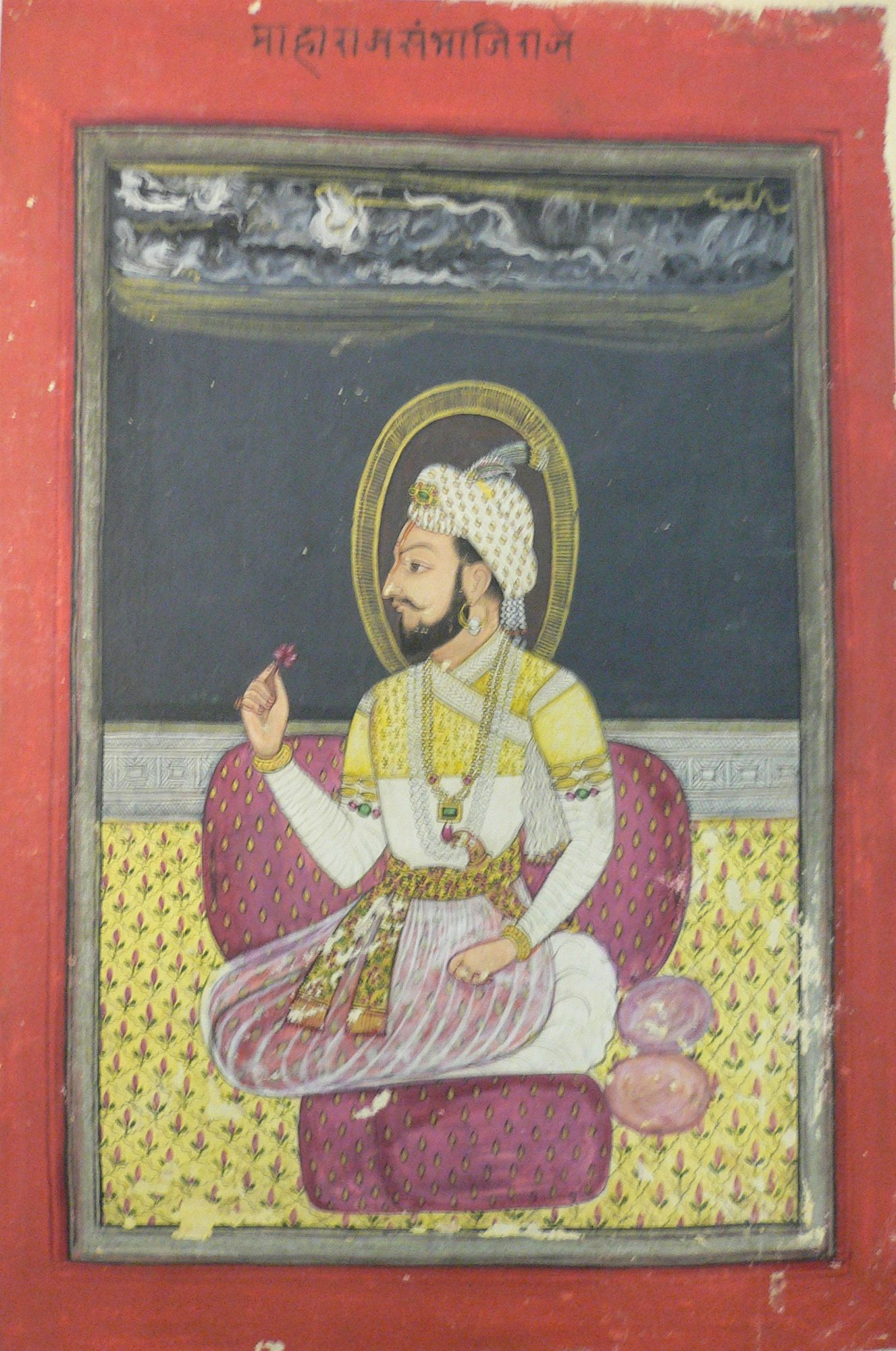
Maratha Chattrapati Sambhaji, purtând un turban, bijuterie cu pietre prețioase
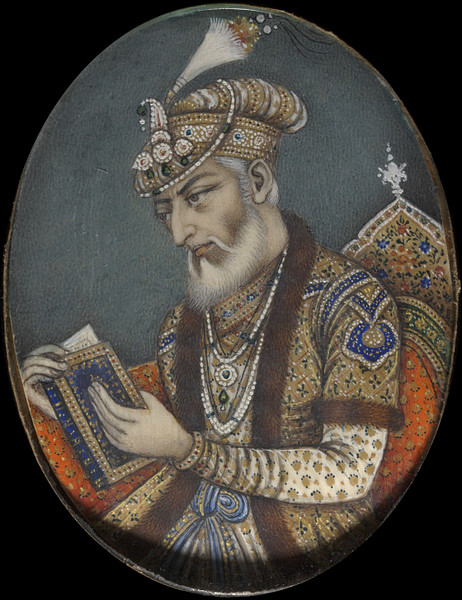
Împăratul Mughal Aurangzeb purtând un turban și podoabele sale.
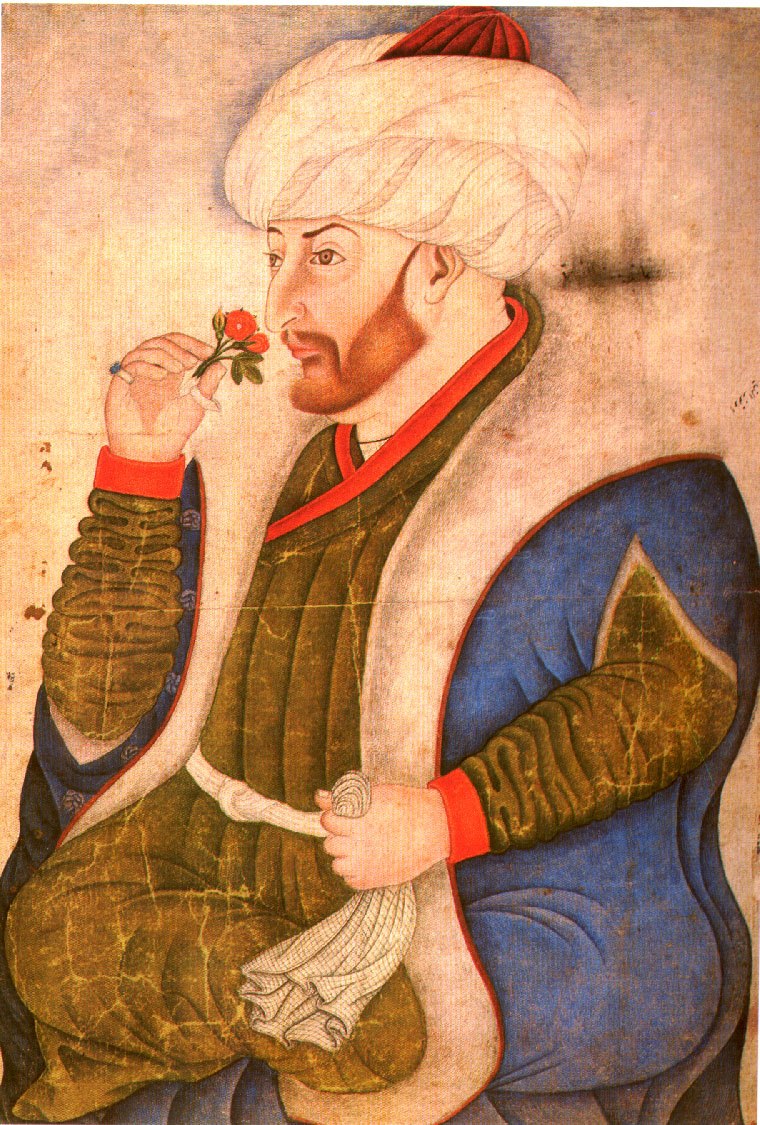
Sultanul Mahomed al II-lea purtând un turban.
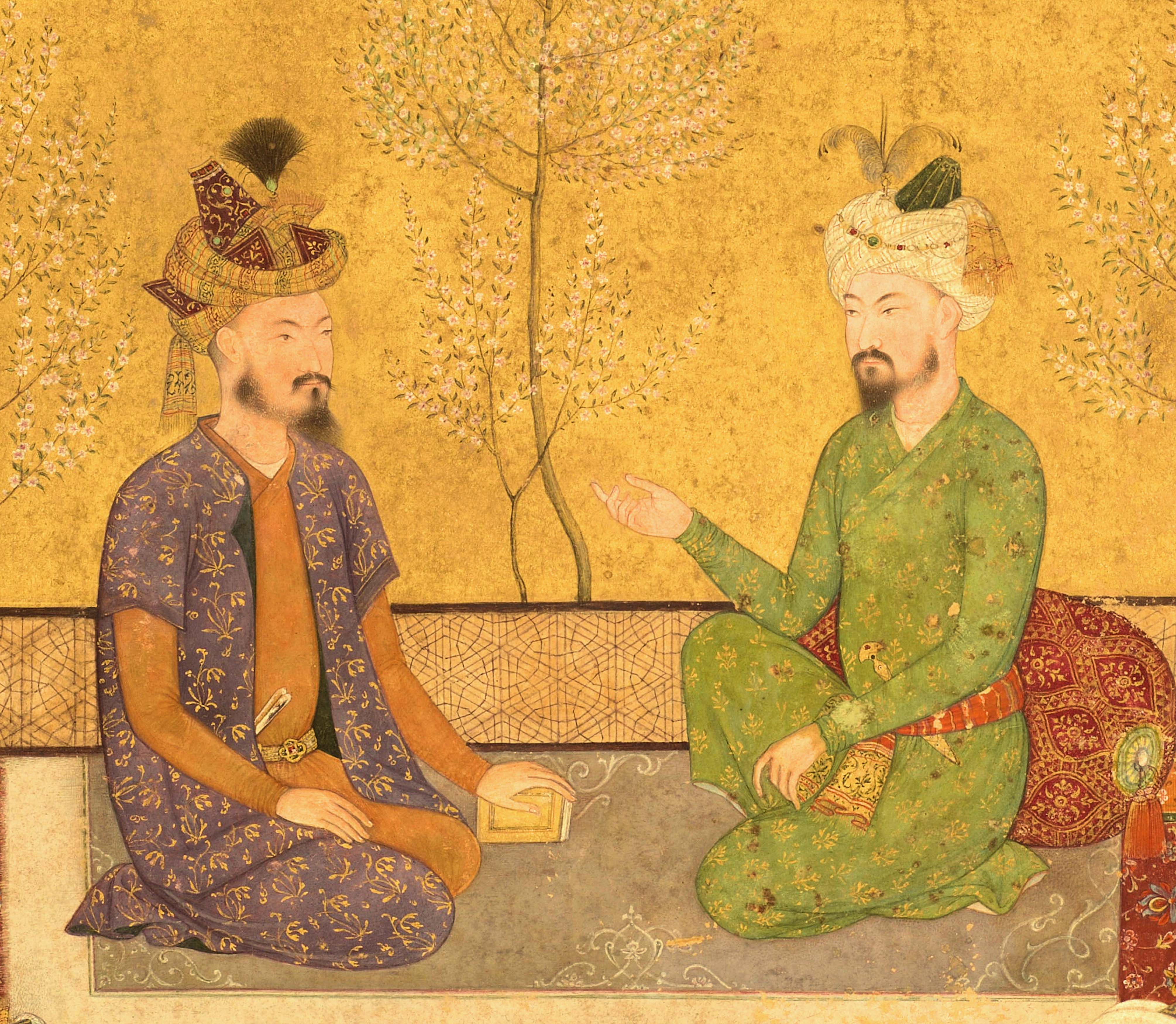
Împăratul Mughal Babur și moștenitorul său Humayun purtând turbane.
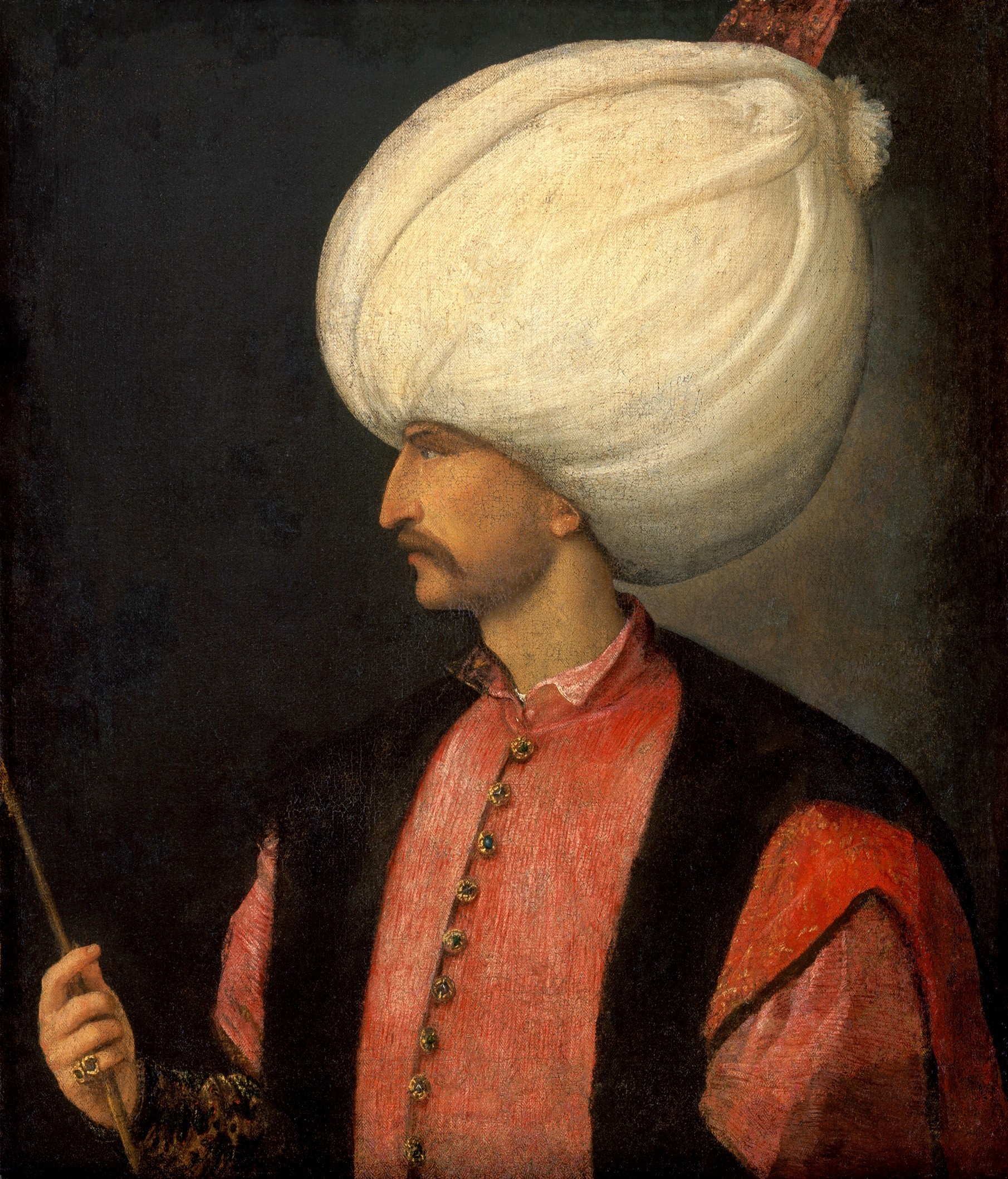
Soliman I purtând un turban mare.
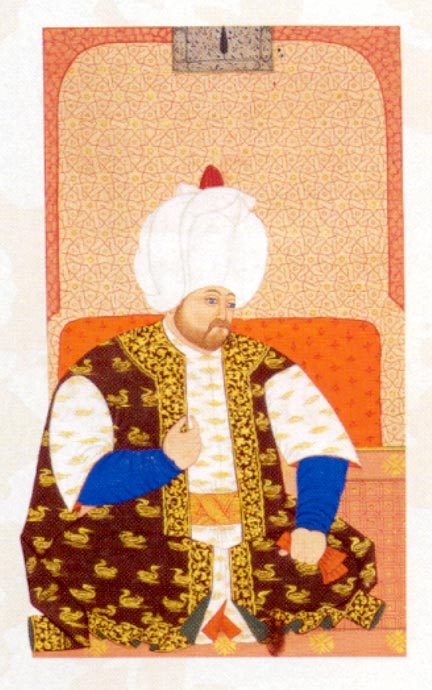
Selim al II-lea purtând turbanul imperial otoman.
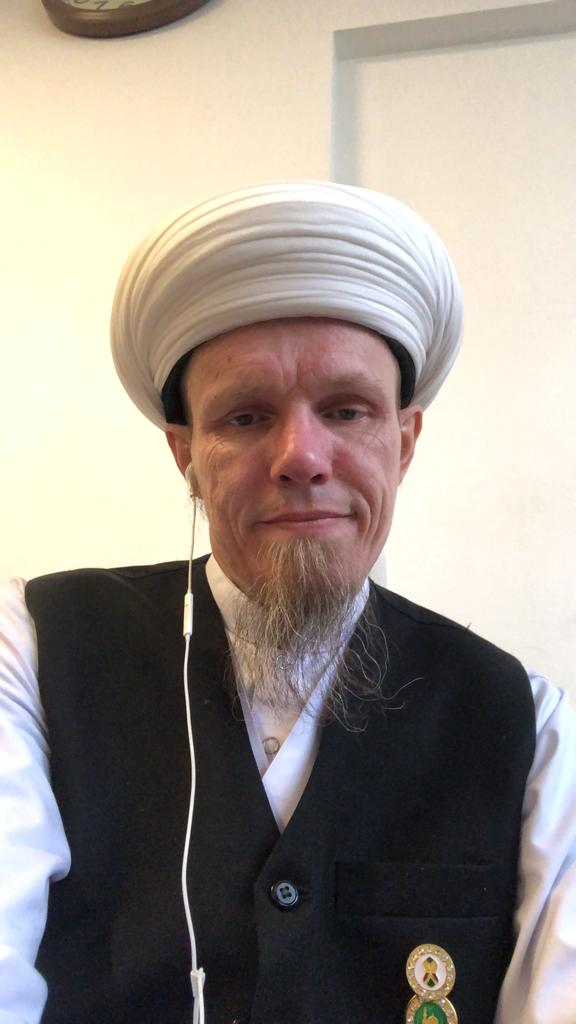
Musulmanii care poartă Emamah 2
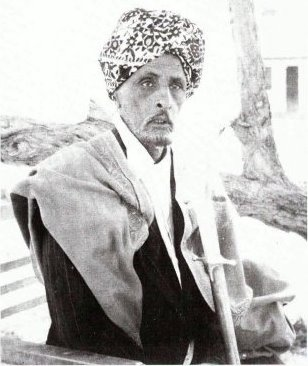
[[Somali people|Sultanul somalez Mohamoud Ali Shire al sultanului din Warsangali purtând un turban, 1905.

## Legături externe
- Why Sikhs wear a turban
- Sikh Fortress Turban
- Tutorial on how to make a Turban (Pagri)
- Information on why Sikhs wear Turbans
- Understanding Turbans
- Largest Turbon of Shivaji Maharaj World Records India